# Calligonum jimunaicum
Calligonum jimunaicum är en slideväxtart som beskrevs av Z.M. Mao. Calligonum jimunaicum ingår i släktet Calligonum och familjen slideväxter. Inga underarter finns listade i Catalogue of Life.